# Gianfranco Sammarco
Gianfranco Sammarco detto Gianni (Roma, 8 marzo 1950) è un politico italiano.

## Carriera
Nel 1994 aderisce a Forza Italia, nel periodo in cui militava nello stesso partito anche Cesare Previti, di cui è cognato. Alle elezioni regionali nel Lazio del 2005 viene eletto consigliere nelle liste di Forza Italia, in provincia di Roma.
Alle elezioni politiche del 2008 è eletto alla Camera dei deputati, nella circoscrizione Lazio 1, tra nelle liste del Popolo della Libertà.
È stato primo firmatario di due proposte di legge. La prima si prefiggeva di riformare la disciplina delle attività cinematografiche e la seconda si proponeva di dettare disposizioni per il miglioramento delle condizioni di lavoro del trattamento economico della magistratura ordinaria.
Alle elezioni politiche del 2013 viene confermato deputato.
Il 16 novembre 2013, con la sospensione delle attività del Popolo della Libertà, aderisce al Nuovo Centrodestra guidato da Angelino Alfano.
Il 18 marzo 2017, con lo scioglimento del Nuovo Centrodestra, confluisce in Alternativa Popolare.
Il 19 settembre 2017 abbandona Alternativa Popolare e torna in Forza Italia.